# Nankang (Ganzhou)

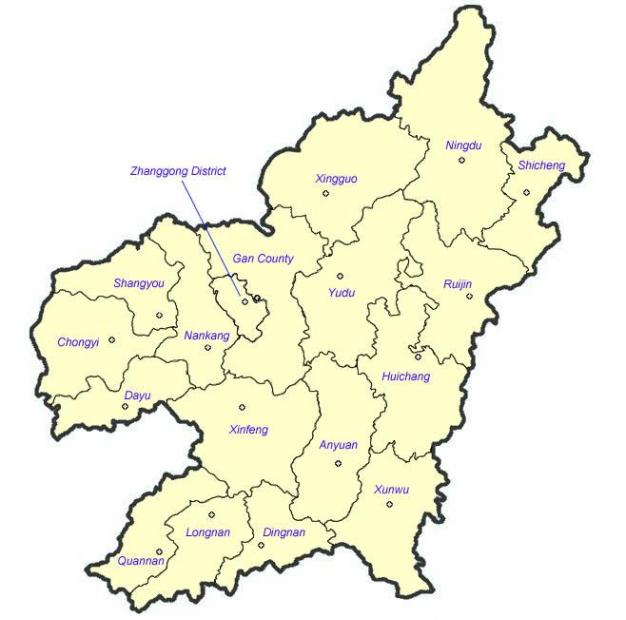
Lage von Nankang im Verwaltungsgebiet von Ganzhou

Nankang (chinesisch 南康区, Pinyin Nánkāng Qū) ist ein Stadtbezirk der bezirksfreien Stadt Ganzhou in der chinesischen Provinz Jiangxi. Er hat eine Fläche von 1.844,96 km² und zählt 787.636 Einwohner (Stand: Zensus 2010). Am 18. Oktober 2013 wurde die ursprüngliche kreisfreie Stadt Nankang in den heutigen Stadtbezirk umgewandelt.

## Administrative Gliederung
Auf Gemeindeebene setzt sich der Stadtbezirk aus zwei Straßenvierteln, sechs Großgemeinden, elf Gemeinden und einer Nationalitätengemeinde (der She) zusammen. 